# Иллюминаты в конспирологии

Реверс государственной печати США

Иллюминаты в конспирологии — связывание с баварскими иллюминатами и тайными обществами иллюминатов вообще множества теорий заговоров, рассматривающих в качестве мотивации тайных обществ жажду мирового господства, тотальный контроль над людскими, научными и финансовыми ресурсами.

## Печатные издания

### XVIII век
В 1797 году священник Огюстен де Барюэль опубликовал книгу «Заметки об истории якобинства» (фр. Mémoires pour servir à l’Histoire du Jacobinisme), описывающую глобальный заговор с участием множества тайных групп, чья деятельность якобы координировалась иллюминатами, и результатом которого стала Великая французская революция. Дальнейшей целью «иллюминатов» де Барюэль считал уничтожение христианства, государства и общества как таковых. В числе замешанных в заговоре групп были названы розенкрейцеры, тамплиеры и якобинцы. Де Барюэль охарактеризовал Вейсхаупта как «мерзостный каприз природы» и всю ответственность за деятельность тайных обществ возложил на него.
Почти одновременно, но независимо от де Барюэля, бывший шотландский масон и профессор натурфилософии Эдинбургского университета Джон Робисон начинает публиковать книгу «Доказательства тайного заговора против всех религий и правительств Европы» (англ. Proofs of a Conspiracy Against all the Religions and Governments of Europe). Прочитав работу де Барюэля, он начинает цитировать её в своём трактате. Робисон доказывал существование заговора, имеющего своей целью замену всех религий гуманизмом и построение нового мирового порядка.

### XX век
Известный американский историк Джеймс Биллингтон в своей книге «Fire in the Minds of Men» («Огонь в умах людей») высказывает предположение о том, что деятельность баварских иллюминатов оказала косвенное влияние на формирование и развитие революционных настроений в Европе XIX века.

### XXI век
С деятельностью якобы воскресшего ордена иллюминатов связана сюжетная линия приключенческого романа Дэна Брауна «Ангелы и демоны» и снятого по нему одноимённого фильма. По сюжету, последователи ордена пытаются сорвать выборы конклавом нового римского папы, хотя на самом деле происходит лишь инсценировка заговора иллюминатов, в результате которой главный антагонист надеется занять престол Ватикана.

## Основатели США
Существует также не подтверждённая какими-либо историческими документами версия о том, что многие отцы-основатели США, будучи масонами, были также иллюминатами. На обратной стороне государственной печати США есть изображение недостроенной пирамиды со «Всевидящим оком», символом иллюминатов, над ней. Пирамида окружена надписями лат. Annuit Coeptis («он содействовал нашим начинаниям», или «время начала») и Novus ordo seclorum («новый порядок веков»). Дата, лежащая в основе пирамиды на Большой печати Соединённых Штатов, написана римскими цифрами MDCCLXXVI — 1776, что соответствует году принятия Декларации Независимости США. Аналогичное изображение есть и на однодолларовой купюре. Согласно версии сторонников теории заговора, на самом деле в обоих случаях увековечили дату основания «Общества баварских иллюминатов» (1 мая 1776 года).
Публичные заявления третьего президента США Томаса Джефферсона, в которых он с симпатией отзывался об основателе ордена иллюминатов Адаме Вейсгаупте, также подлили масла в огонь, положив начало массовой «конспирологической истерии».